# InnoDB
InnoDB(イノデービー)はデータベース管理システムであるMySQLとMariaDBのためのデータベースエンジンである。2010年のMySQL 5.5.5のリリース以降、MySQLの既定のテーブルタイプとしてMyISAMに取って代わった。MySQL ABが配布している全てのバイナリに標準搭載されている。MySQLと使用できる他のデータベースエンジンに対する改良点として、PostgreSQLに似たACID互換のトランザクションに対応していることがある。また、外部キーもサポートしている。(これを宣言的参照整合性という)

## 概要
2005年10月にInnobase社がオラクルに買収された後、InnoDBはオラクルの製品となった。このソフトウェアはデュアルライセンスであり、GNU General Public Licenseのもとで流通しているが、InnoDBをプロプライエタリソフトウェアと融合させたい団体のために、ライセンスが販売されることもある。
InnoDBは以下をサポートする：
- SQL/XAトランザクションの両方
- テーブルスペース
- 外部キー
- MySQL 5.6（2013年2月）[6]およびMariaDB 10.0[7]以降の全文検索インデックス
- OpenGIS標準に従った空間演算
- MariaDBの仮想列 [8]

## 派生ソフトウェア
OurDelta.orgではGoogle、Percona等によるInnoDBへのパッチを含むMySQLバイナリを頒布している。
2008年12月26日にPerconaはInnoDBの分岐であるXtraDBを発表した。